# Southey (Saskatchewan)
Pour les articles homonymes, voir Southey.
Southey est une ville de la Saskatchewan au Canada.

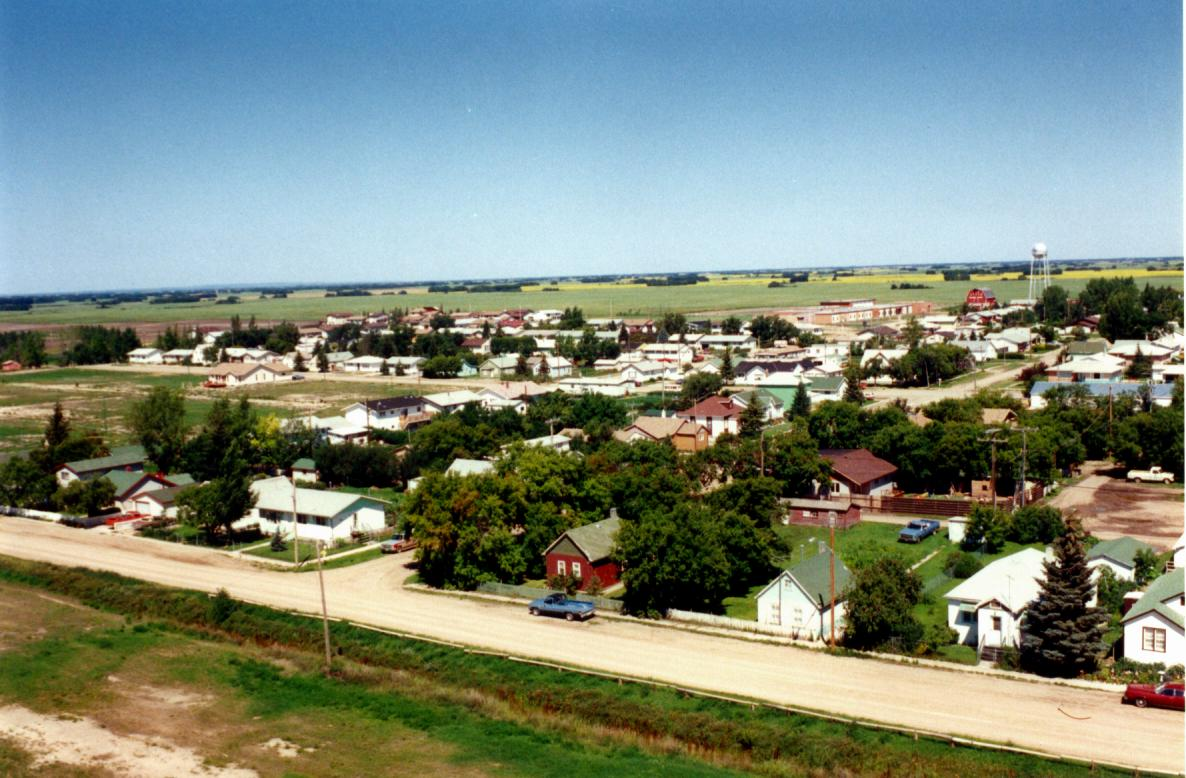
Vue de la partie ouest de Southey.

Sa population était de 832 habitants en 2021.